# Capella de Santovà
La Capella de Santovà o Capella de Sant Teobald  és un monument que forma part de l'Inventari del Patrimoni Arquitectònic Català de la vila de Cardona (Bages).

## Descripció
Capella d'una nau coberta a doble vessant i adossada a la casa- masia del mateix nom (Santovà); la capella comunicava primerament amb la casa mitjançant una porta d'arc de mig punt rebaixat, actualment tapiada.

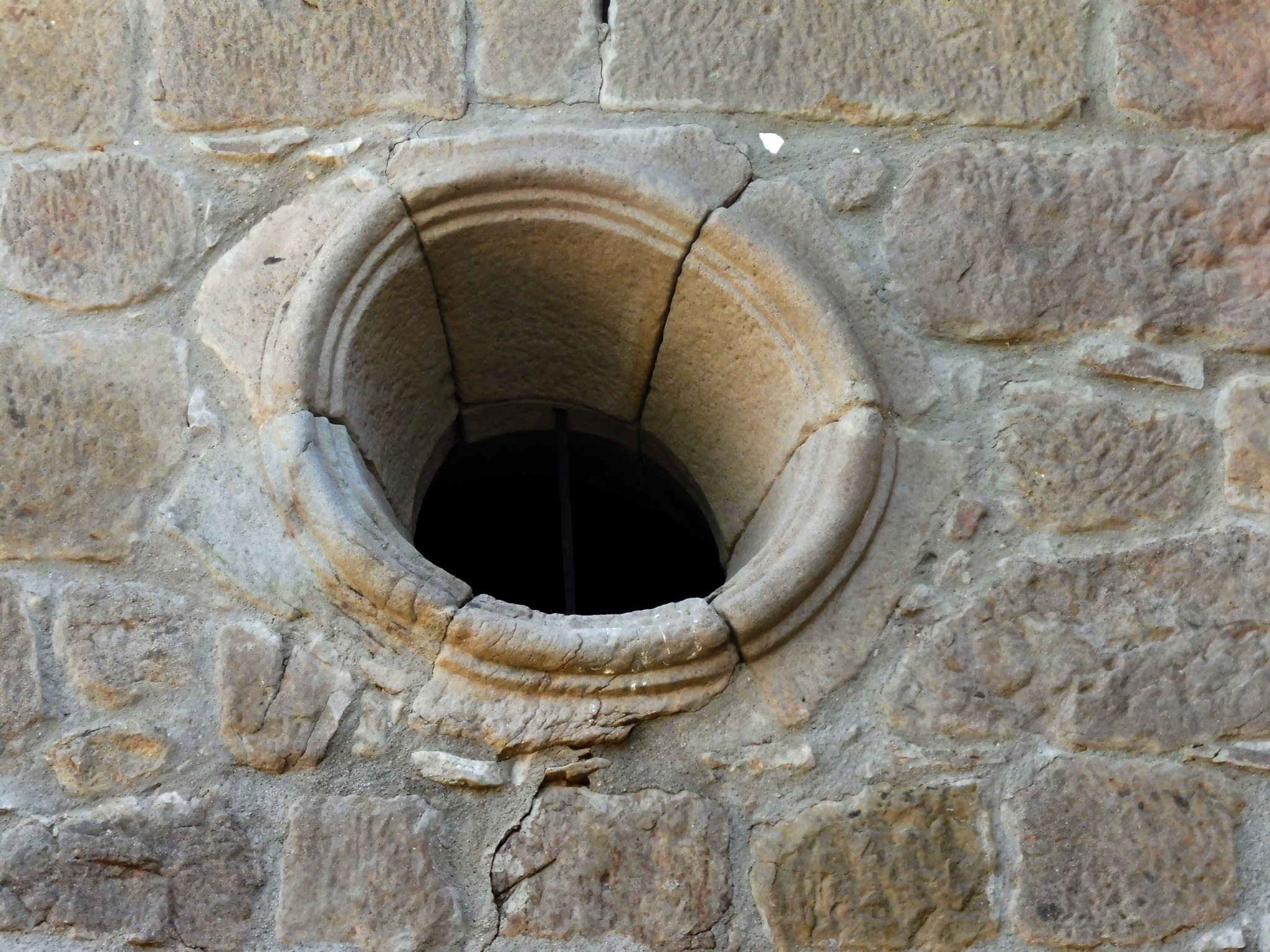
Ull de bou

La façana orientada a ponent té una porta modificada, amb una llinda de doble descàrrega i amb un òcul. Al seu interior es conserva el retaule renaixentista de Sant Eudald.

## Notícies històriques
L'església de Sant Teobald està documentada a partir del segle xv. Se sap que el dia 11 de desembre de 1442, Joan Campany, rector de Cervera i beneficiat de Santa Maria del Mar llegà a st. Teobald un calze i una patena d'estany. A partir de 1473 surt documentada com una mongia i fins al s.XVII rebé força donacions.